# Callopepla grandis
Callopepla grandis là một loài bướm đêm thuộc phân họ Arctiinae, họ Erebidae.